# Kirchbacher Straße
Die Kirchbacher Straße (B 73) ist eine Landesstraße in Österreich. Sie hat eine Länge von 44,4 km und führt von Graz durch das Oststeirische Hügelland nach Kirchbach in Steiermark und anschließend wieder zurück zur Mur bei Leibnitz.

## Geschichte
Die Straße von Graz über Hausmannstätten, den Hühnerberg und Prosdorf nach Kirchbach wurde durch einen Beschluss des steirischen Landtages vom 14. April 1877 zur Bezirksstraße I. Klasse aufgewertet. Seit dem 1. April 1938 werden die Bezirksstraßen I. Ordnung in der Steiermark als Landesstraßen geführt.
Die Kirchbacher Straße gehört seit dem 1. Jänner 1973 zum Netz der Bundesstraßen in Österreich.

## Ausbau
Ab 1979/80 wurde die Ortsumfahrung Hausmannstätten geplant, aber erst Anfang 2010 konnte mit den Bauarbeiten für das 2320 m lange Projekt begonnen werden. Herzstück des Bauloses ist der 1045 m lange Himmelreichtunnel. Am 2. Juli 2012 wurde die Umfahrung eröffnet, die Gesamtkosten betrugen 65 Mio. Euro.  